# Miia Tillmann
Miia Tillmann (* 24. Oktober 2005) ist eine estnische Leichtathletin, die sich auf den Stabhochsprung spezialisiert hat.

## Sportliche Laufbahn
Erste internationale Erfahrungen sammelte Miia Tillmann im Jahr 2022, als sie bei den U18-Europameisterschaften in Jerusalem mit übersprungenen 3,75 m den achten Platz belegte. Im Jahr darauf verpasste sie bei den U20-Europameisterschaften ebendort mit 3,80 m den Finaleinzug und 2024 gelangte sie bei den U20-Weltmeisterschaften in Lima mit 3,95 m auf Rang neun. 2025 belegte sie bei den U23-Europameisterschaften in Bergen mit 4,10 m den achten Platz und kurz darauf wurde sie bei den World University Games in Bochum mit 4,20 m Sechste.
2023 wurde Tillmann estnische Meisterin im Stabhochsprung im Freien sowie 2022 und 2023 in der Halle.